# Liste der Palais in Graz
Die Liste der Palais in Graz umfasst sämtliche Palais in Graz. Ein großer Teil der insgesamt 42 aufgelisteten Palais befindet sich im historischen Stadtkern von Graz, der Inneren Stadt. Dreizehn Palais sind nicht im ersten Bezirk enthalten. Davon befinden sich sechs im Bezirk St. Leonhard, vier im Bezirk Geidorf, zwei im Bezirk Lend und eines im Bezirk Gries.

## Legende
Die sortierbare Liste ist folgendermaßen aufgebaut:
- Name: Die Namen sind alphabetisch geordnet
- Bezirk: Bezirkangabe mit Bezirknummer
- Adresse: Adressenangabe mit Straßenname und Hausnummer
- Bauzeit: Es wird die Erst-Bauzeit, also die Entstehung, des Palais angegeben. Umbauten werden nicht berücksichtigt. Wenn kein exaktes Baujahr angegeben werden kann, wird eine Einteilung in Jahrhunderten getroffen.
- K = Kriegsbeschädigt: Da es im Zweiten Weltkrieg in Graz oftmals zu Bombenabwürfen kam, wurden in der Grazer Altstadt viele Gebäude mitunter schwer in Mitleidenschaft gezogen. Das X in der Spalte gibt an, ob das jeweilige Palais getroffen wurde und nicht mehr im Originalzustand erhalten ist.[1]
- Besonderheiten: Hier werden historische und architektonische Besonderheiten erwähnt, die für das jeweilige Palais von Bedeutung sind.
- Bild: In dieser Spalte befindet sich ein Bild mit der Gesamtansicht des jeweiligen Palais. Details sind den einzelnen Artikeln zu entnehmen.

## Liste der Grazer Stadtpalais
| Name                                | Bezirk           | Adresse                 | Bauzeit       | K | Besonderheiten | Bild |
| ----------------------------------- | ---------------- | ----------------------- | ------------- | - | --- | ---- |
| Palais Attems                       | I. Innere Stadt  | Sackstraße 17           | 1702–1716     | X | Das Palais Attems gilt als das bedeutendste steirische Adelspalais. Es beherbergte im 19. Jahrhundert die größte Kunstsammlung des Landes Steiermark, die jedoch in den Nachkriegswirren des Zweiten Weltkriegs verloren ging. Gegenwärtig sind im Palais die Büros der styriarte, des Festivals Steirischer Herbst, die Redaktion der renommierten Literaturzeitschrift manuskripte und zwei der sechs Grazer CV-Verbindungen untergebracht.⊙ |      |
| Bischöfliches Palais                | I. Innere Stadt  | Bischofplatz 4          | 1254 bis 1903 | X | Zuerst diente das Palais als Absteigehof der Seckauer Bischöfe in Graz. Erst in den 1780er Jahren wurde es zum ständigen Bischofssitz der Diözese Graz-Seckau erhoben. Heute befindet sich das Bischöfliche Ordinariat in den Räumlichkeiten des über mehrere Jahrhunderte laufend erweiterten Gebäudes.⊙ |      |
| Palais Breuner                      | I. Innere Stadt  | Herrengasse 9           | 1565 bis 1570 |   | Der Trakt zur „Stempfergasse“ hin wurde bisher zwei Mal zerstört. 1822 aufgrund einer Pulverexplosion, nach welcher die Grazer Feuerverordnung geändert wurde und 1944 bei einem Bombentreffer während des Zweiten Weltkriegs. Der Renaissance-Arkadenhof zählt zu den schönsten der Stadt Graz.⊙ |      |
| Palais des Enffans d’Avernas        | I. Innere Stadt  | Glockenspielplatz 5     | ab 1674       |   | In den Räumlichkeiten des Palais befand sich das erste Büro der ab 1828 ansässigen Wechselseitigen Brandschadenversicherungsanstalt. Der Spätrenaissancebau besitzt einen Innenhof mit Pfeilerarkaden und mit dem Treppenhaus eine der bedeutendsten Treppenanlagen der Steiermark aus dem 17. Jahrhundert.⊙ |      |
| Palais Dietrichstein                | I. Innere Stadt  | Burggasse 9             | 16. Jh.       |   | Das äußerlich unscheinbare Palais befand sich im Lauf der Zeit im Besitz mehrerer adeliger Familien. Der große Saal des dritten Stockwerkes ist mit einer Seccomalerei mit Szenen aus Ovids Metamorphosen ausgestaltet.⊙ |      |
| Domherrenhof                        | I. Innere Stadt  | Bürgergasse 1           | ab 1576       |   | Der Domherrenhof, das frühere Jesuitenkonvikt (bis 1775), ist ein Grazer Stadtpalais in der Bürgergasse im Bezirk Innere Stadt. In unmittelbarer Nachbarschaft befindet sich der Grazer Dom, das Mausoleum, das Grazer Priesterseminar und die Grazer Burg. Der Domherrenhof ist Bestandteil der sogenannten Grazer Stadtkrone.⊙ |      |
| Palais Galler                       | I. Innere Stadt  | Karmeliterplatz 6       | um 1680       |   | Heute befindet sich in den Räumlichkeiten des ehemaligen Palais Galler an der Südseite des Karmeliterplatzes die Parteizentrale der Steirischen Volkspartei. Von 1938 bis 1945 war das Palais Sitz der Gauleitung der NSDAP.⊙ |      |
| Palais Galler                       | I. Innere Stadt  | Glockenspielplatz 7     | 16. Jh.       |   | In den Räumen des ehemaligen Palais Galler am Glockenspielplatz ist die katholische Studentenverbindung KÖHV Carolina Graz untergebracht.⊙ |      |
| Palais Herberstein (Sackstraße)     | I. Innere Stadt  | Sackstraße 16           | ab 1602       |   | Die barocke Prunkstiege von Josef Hueber im Mitteltrakt ist eine der schönsten Treppenanlagen der Steiermark. Sehenswert ist der große Spiegelsaal im zweiten Obergeschoss. Bis 2009 befand sich in den Räumlichkeiten des ehemaligen Palais die Neue Galerie des Universalmuseums Joanneum.⊙ |      |
| Palais Herberstein (Paulustorgasse) | I. Innere Stadt  | Paulustorgasse 4        | 1600–1602     |   | Zu Beginn des 17. Jahrhunderts wurde das langgestreckte, dreigeschossige Renaissancepalais für Andreas Edlen zu Kainbach errichtet. Von 1765 bis 1770 erfuhr das Gebäude einen Umbau nach Plänen von Josef Hueber, bei dem auch die Fassade barockisiert wurde. Seit 1764 war das Palais Eigentum der Familie Herberstein und beherbergte ab 1929 die steirische Landeskrankenkasse. Das rustizierende Korbbogen-Steinportal besitzt ein schmiedeeisernes Oberlichtgitter in Zopfdekor. Ein zweites, baugleiches Portal wurde vermauert.⊙ |      |
| Palais Inzaghi (Bischofplatz)       | I. Innere Stadt  | Bischofplatz 1          | ab 1775       | X | Das Palais, im Übergang vom Barock zum Klassizismus errichtet, hatte in seiner Geschichte viele Eigentümer, die es an diverse Organisationen vermieteten. Der Hofflügel musste 1948 abgebrochen werden, nachdem er im November 1944 stark beschädigt wurde.⊙ |      |
| Palais Inzaghi (Bürgergasse)        | I. Innere Stadt  | Bürgergasse 14          | 1792–1795     | X | In den Räumlichkeiten des ehemaligen Stadtpalais ist heute das „Hotel zum Dom“ untergebracht. Das von außen unscheinbare Gebäude wurde bei einem Bombenangriff Anfang November 1944 schwer beschädigt.⊙ |      |
| Palais Inzaghi (Mehlplatz)          | I. Innere Stadt  | Mehlplatz 1             | 1561          |   | Nach dem Brand des Grazer Schauspielhauses zu Weihnachten 1823 diente das Haus am „Mehlplatz“ dem Theater in den Jahren 1823 und 1824 als Ausweichquartier für seine Aufführungen. Das Gebäude besitzt an der Schauseite eine aufwendige barocke Stuckfassade.⊙ |      |
| Palais Katzianer                    | I. Innere Stadt  | Stempfergasse 3         | 16. Jh.       | X | Ein prominenter Vertreter der Familie Katzianer war Hans Katzianer zu Katzenstein, von 1530 bis 1537 Landeshauptmann von Krain. Seit 1910 befindet sich das Gebäude mit mittelalterlichem Baukern im Besitz der Druckerei Leykam, die eine Buchhandlung im Erdgeschoss betreibt. Auch waren immer wieder Zeitungsverlage im Gebäude ansässig. Im November 1944 wurden Teile des Palais durch einen Bombenangriff schwer beschädigt.⊙ |      |
| Palais Kellersberg                  | I. Innere Stadt  | Sackstraße 14           | 1728          |   | Das Palais entstand nach der Zusammenlegung zweier Häuser, deren Baukern aus dem 15. und 16. Jahrhundert stammte. Im Inneren befindet sich eine Enfilade mit barocken Stuckdecken. Im Mittelhaus ist ein Raum mit spätgotischem Fächergewölbe erhalten geblieben.⊙ |      |
| Palais Kollonitsch                  | I. Innere Stadt  | Schmiedgasse 21         | 17. Jh.       |   | Eine Besonderheit des in der Spätrenaissance erbauten Palais sind die beiden auf toskanischen Säulen ruhenden polygonalen Erker an der Schauseite und der spiegelgewölbte Saal im zweiten Stockwerk.⊙ |      |
| Palais Khuenburg                    | I. Innere Stadt  | Sackstraße 18           | um 1600       |   | Das Palais Khuenburg steht direkt neben dem ältesten genannten Grazer Stadthaus, dem Reinerhof. Am 18. Dezember 1863 wurde dort der österreichische Thronfolger, Kronprinz Franz Ferdinand, geboren, der am 28. Juni 1914 dem Attentat von Sarajewo zum Opfer fiel, das den Ersten Weltkrieg auslöste. Vom 19. Jahrhundert bis 1938 fand das Palais als erste Mädchenmittelschule der Donaumonarchie Verwendung. Seit 1972 befindet sich das Grazer Stadtmuseum in den Räumen des ehemaligen Palais.⊙ |      |
| Palais Lamberg                      | I. Innere Stadt  | Hofgasse 8              | 1564          |   | Die vierflügelige Palaisanlage, 1564 vom Maurermeister Stefan de Adriano errichtet und 1440 erstmals urkundlich erwähnt, besitzt einen kleinen Innenhof. Die breitgelagerte, spätbarocke Fassadierung stammt von Josef Hueber (um 1751). Unter den Grafen Lamberg in der zweiten Hälfte des 18. Jahrhunderts umgebaut und barockisiert. Im Hof befinden sich Pawlatschengänge mit Schmiedeeisengeländer (1730/40). Aus derselben Zeit stammt die im Westflügel situierte barocke Treppenanlage mit großen hofseitigen Vorhallen, deren stuckierte Gewölbe und Decken freskierte Spiegel aufweisen. Die 1985 freigelegten Fresken zeigen Darstellungen aus der römischen Historie.⊙ |      |
| Palais Lengheimb (Bürgergasse)      | I. Innere Stadt  | Bürgergasse 4           | 1577          |   | Ein besonderes Merkmal des im Renaissance-Stil errichteten Palais ist der über mehrere Geschosse reichende polygonale Eck-Erker, der auf Kragsteinen ruht. Das ansonsten schlicht gestaltete Gebäude war unter anderem Sitz des Jesuitenordens, der k.k. Hofkammer und des Akademischen Turnvereins.⊙ |      |
| Palais Lengheimb (Hans-Sachs-Gasse) | I. Innere Stadt  | Hans-Sachs-Gasse 3      | um 1690       | X | Nach der Errichtung der neuen Stadtmauer wurde das Palais vergrößert. Es ist ein typischer Vertreter des Combaskenbarock in der Steiermark. Nach einem Brand im Jahr 1719 wurde es 1944 teilweise durch Fliegerbomben schwer beschädigt.⊙ |      |
| Palais Saurau                       | I. Innere Stadt  | Sporgasse 25            | 1564–1566     |   | Das Palais besitzt einen Garten mit einem Pavillon, der von Mauerresten der ehemaligen Grazer Stadtmauer begrenzt ist. Von außen ist eine Kopie der Halbfigur eines Türken mit gezücktem Schwert erkennbar. Entgegen der Annahme, es handle sich dabei um eine Erinnerung an die Türkenbelagerung der Stadt Graz, ist es das Hauszeichen der Familie Saurau. Das Original befindet sich im Stadtmuseum Graz.⊙ |      |
| Palais Schwarzenberg                | I. Innere Stadt  | Bürgergasse 3           | um 1575       |   | Im Laufe der Zeit war das Palais Eigentum der Gurker Bischöfe Johann Jakob von Lamberg und Sebastian von Lodron, bevor es in den Besitz der Familie Schwarzenberg überging. Sehenswert ist die Rokoko-Kartusche mit dem Schwarzenberger Familien-Wappen über dem Portal.⊙ |      |
| Palais Stubenberg                   | I. Innere Stadt  | Hans-Sachs-Gasse 1      | um 1690       | X | Das Palais Stubenberg beherbergte im Lauf der Zeit die „Ständische Zeichenakademie“, die Landesbildergalerie und von 1970 bis 2000 das Stadtarchiv. Bei einem Bombenangriff im November 1944 wurde der Ostflügel völlig zerstört. Die beschädigte Fassade wurde stark vereinfacht rekonstruiert. Der Mittelbalkon wird von zwei Atlanten gehalten. Diese Art der Portalrahmung ist in Graz einzigartig. |      |
| Palais Stürgkh                      | I. Innere Stadt  | Hauptplatz 16–17        | 15. Jh.       |   | Das Palais befand sich ursprünglich im Besitz der Händlerfamilie Stürgkh, die 1532 in den Adelsstand erhoben wurde. Das Palais wurde in verschiedenen Stilformen errichtet und ergänzt, die vom Mittelalter bis ins 20. Jahrhundert reichen. An der Außenfassade befindet sich eine Rundbogennische mit einer Madonnen-Figur. Rechts und links oberhalb des Portals sind zwei Wappenreliefs angebracht, die nach ihrer Verputzung erst 1937 freigelegt, jedoch heraldisch falsch ergänzt wurden.⊙ |      |
| Palais Trauttmansdorff              | I. Innere Stadt  | Bürgergasse 5           | 1615 bis 1620 | X | Das Palais Trauttmansdorff war nach der Zusammenlegung mit dem ehemaligen Palais Herberstein das größte Grazer Stadtpalais. Bei einem schweren Bombenangriff während des Zweiten Weltkrieges wurde das Gebäude am 1. November 1944 stark beschädigt, wobei der Südtrakt komplett zerstört und durch einen Neubau ersetzt wurde. Erhalten geblieben sind das Portal und eine Marienstatue, die sich nicht mehr im Haus befindet.⊙ |      |
| Palais Welsersheimb                 | I. Innere Stadt  | Hans-Sachs-Gasse 7      | 1689–1694     |   | Das Palais Welsersheimb war früher Teil der alten Stadtmauer. Um 1812 wohnte Louis Bonaparte, ein Bruder Napoleons, im Palais Welsersheimb. Seit dem Frühjahr 2005 befindet sich die Buchhandlung Moser in den Räumlichkeiten des Gebäudes.⊙ |      |
| Palais Wildenstein                  | I. Innere Stadt  | Paulustorgasse 8        | 1710–1715     |   | Im Laufe der Jahre war der mächtige Barockpalast im Besitz der Familie von Wildenstein und dem Stift St. Lambrecht. Nach der Josephinischen Reform wurde es als Allgemeines Krankenhaus adaptiert. Dabei ging die ursprüngliche Innenausstattung verloren. Die prächtige Außenfassade mit ihren plastischen Elementen ist jedoch bis in die Gegenwart erhalten geblieben. Nach der Fertigstellung des LKH Graz in St. Leonhard wurde im Palais die Bundespolizeidirektion Graz untergebracht. Inzwischen befindet sich dort die Sicherheits- und verkehrspolizeiliche Abteilung der Landespolizeidirektion Steiermark. ⊙                                                           |      |
| Witwenpalais                        | I. Innere Stadt  | Sackstraße 15           | 16. Jh.       |   | Das Witwenpalais, auch als „Kleines Palais Attems“ bekannt, schließt direkt an das Palais Attems an. Die reich verzierte Barockfassade weist Laub-, Band- und Gitterwerkornamente auf und besitzt ein rustiziertes Korbbogen-Steinportal, durch das man in einen Arkaden-Innenhof gelangt.⊙ |      |
| Palais Herberstein (Leonhardstraße) | II. St. Leonhard | Leonhardstraße 59       | um 1716       |   | Das ehemalige Palais Herberstein in der Leonhardstraße wurde im 18. Jahrhundert errichtet, von 1854 bis 1856 nach den Plänen von Christoph Stadler und 1907 von Karl Walenta. Die Fassade stammt aus der zweiten Hälfte des 19. Jahrhunderts. Die Hoffront ist mit Pfeilerarkaden versehen. Bis 2010 beherbergt das Palais den Hauptsitz des steirischen Energieversorgers Steweag-Steg, welcher das Gebäude an die Joanneum Research Forschungsgesellschaft mbH verkauft hat.⊙ |      |
| Palais Kees                         | II. St. Leonhard | Glacisstraße 39–41      | 1843–1845     |   | Im bedeutendsten Grazer Bauwerk des Spätklassizismus war ab 1884 das k.u.k Korpskommando einquartiert.⊙ |      |
| Stadtpalais Künigl                  | II. St. Leonhard | Merangasse 20           | 1902          |   | Das für Rittmeister Hermann Graf Künigl erbaute Palais weist eine neobarocke Fassade mit einer 1906 erfolgten Erweiterung im Norden auf.⊙ |      |
| Palais Mayr-Melnhof                 | II. St. Leonhard | Elisabethstraße 30      | 1852          |   | Das ehemalige Palais Mayr-Melnhof wurde in der Mitte des 19. Jahrhunderts nach den Plänen von August Gunolt errichtet. Von 1966 bis 2000 diente es als Grazer Kulturhaus. Gegenwärtig beherbergt das Palais das Literaturhaus Graz, ein Café im Erdgeschoss und ein Nachtlokal im Keller.⊙ |      |
| Palais Meran                        | II. St. Leonhard | Leonhardstraße 15       | 1841–1843     |   | Erzherzog Johann ließ das Palais Meran als Wohnpalais für sich errichten. Der steirische „Landesvater“ verstarb am 11. Mai 1859 im Palais Meran. 1963 wurde das Gebäude als Universität für Musik und darstellende Kunst adaptiert.⊙ |      |
| Palais Prokesch-Osten               | II. St. Leonhard | Elisabethstraße 38      | 1853–1855     |   | Zweigeschossiger Bau mit sparsam gegliederter Fassade. Von Franz Hauberrisser für den Kaffeesieder Josef Strohmeyer als freistehendes Haus mit Kaffeehausbetrieb im Erdgeschoß errichtet. 1859 von Anton Freiherr von Prokesch-Osten erworben. 1864 wurde ein seitlicher Zugang abgebrochen und die Baulücke zum Haus Nr. 40 von Josef Mixner durch einen dreiachsigen Zubau mit Portalrisalit und Durchfahrt geschlossen. Im Zuge dieses Umbaus erhielt das Palais eine Neufassadierung. Der Umbau stammt vermutlich nach Entwürfen von Theophil Hansen.⊙ |      |
| Palais Apfaltrern                   | III. Geidorf     | Brandhofgasse 5         | 1873 und 1874 |   | Baron Otto Apfaltrer von Apfaltrern ließ im dritten Viertel des 19. Jahrhunderts das Palais nach den Plänen von Wilhelm Bücher erbauen. Es verfügt über eine strenghistoristische Neorenaissance-Fassade und eine vornehme Innenausstattung.⊙ |      |
| Palais Auersperg                    | III. Geidorf     | Elisabethstraße 5       | 1864          |   | Der Architekt Johann Schöbl lieferte die Pläne zur Errichtung des Palais Auersperg. In den Jahren 1883 und 1884 wurde das Gebäude aufgestockt. Die Fassade im Stil der Neorenaissance beinhaltet eine Marmor-Gedenktafel für den Dichter Anastasius Grün mit dessen Porträt-Relief, das 1906 von Hans Brandstetter geschaffen wurde. Grün war das Pseudonym des Grafen Anton Alexander von Auersperg.⊙ |      |
| Palais Kottulinsky                  | III. Geidorf     | Elisabethstraße 29      | 1853          |   | Der Haupteingang führt nicht wie sonst üblich über die prunkvolle Schauseite, sondern über die Hofseite in das Palais hinein.⊙ |      |
| Palais Kübeck                       | III. Geidorf     | Elisabethstraße 31–33   | 1858–1861     |   | Zweigeschossiges, elfachsiges Gründerzeitpalais nach Entwürfen des Wiener Architekten Alois Pichl im Stil des romantischen Historismus. Die durch gotisierende Stuckelemente verzierte Fassade wird von den markanten Seitenrisaliten mit Doppelfenster, hohen, segmentbogigen Portalen und Attika, sowie vom dominanten Mittelbalkon bestimmt.⊙ |      |
| Palais Thinnfeld                    | IV. Lend         | Mariahilferstraße 2     | 1740 bis 1742 |   | An das Palais Thinnfeld ist direkt das Grazer Kunsthaus angeschlossen, in das ein Teil des Eisernen Hauses integriert wurde. Sehenswert ist der Prellstein an der Außenfassade mit einer kunstvoll verzierten Haube aus Schmiedeeisen.⊙ |      |
| Palais Wertl von Wertlsberg         | IV. Lend         | Mariahilferstraße 20–22 | um 1630       | X | Besonders ist am Palais sein schlossähnlicher Charakter, der durch die beiden polygonalen Ecktürme und einen Eck-Erker erzielt wird. Von 1743 bis 1781 war der Orden der Minoriten Eigentümer des Stadtpalais. Der Innenhof wird von Pawlatschengängen umlaufen.⊙ |      |
| Palais Gleispach                    | V. Gries         | Dominikanergasse 1      | um 1692       |   | Der Bau stellt ein zweigeschossiges, aus zwei im spitzen Winkel aneinandergefügten Flügeln gebildetes Eckpalais mit langgestreckter Pilasterfassade dar. Der Haupttrakt aus dem 17. Jahrhundert entlang der Dominikanergasse zeigt eine kurz nach 1692 gestaltete barocke Fassade in der Art Joachim Carlones. Die Gestaltung des Nebentraktes in der Vorbeckgasse wurde 1864 der barocken Hauptfront nachempfunden. Von der inneren Ausstattung ist ein Stuckplafond in der Art Domenico Boscos im ersten Obergeschoss erhalten. In einer Fassadennische ist eine Figurengruppe mit der Darstellung des „Heiligen Wandels“ zu sehen.⊙                                             |      |